# 572

## Decese
- 28 iunie: Alboin, rege al longobarzilor din dinastia Gausiană, din 560 (n.c. 530)